# Żukiwszczyna
Żukiwszczyna (ukr. Жуківщина) – wieś na Ukrainie, w obwodzie czernihowskim, w rejonie czernihowskim, w hromadzie Oster. W 2001 liczyła 562 mieszkańców, spośród których 546 wskazało jako ojczysty język ukraiński, 15 rosyjski, a 1 inny.